# Макаров, Лев Николаевич
Лев Николаевич Макаров (род. 22 сентября 1938, Ярославль, СССР) — ученый-электромеханик, доктор технических наук, академик Академии электротехнических наук РФ, лауреат премии Правительства Российской Федерации в области науки и техники, генеральный конструктор Российского электротехнического концерна «Русэлпром», Генеральный конструктор «НИПТИЭМ» («Научно-исследовательский проектно-конструкторский и технологический институт электромашиностроения»).

## Биография
Окончил Ивановский энергетический институт в 1961 году по специальности инженер-электромеханик. Поступил на работу в качестве инженера-конструктора на Ярославский электромашиностроительный завод (1961). Занимался разработкой асинхронных двигателей новой единой всесоюзной серии А2 и АО2, специальных двигателей постоянного тока для морского и воздушного транспорта, асинхронных электродвигателей для привода лифтов, рольганговыми двигателями и др.
В 1972 году защитил кандидатскую диссертацию по исследованию многоамперных электрических машин постоянного тока. Участвовал в создании асинхронных двигателей с высотой оси вращения от 71 до 355 мм серий 4А, 4АМ и АИР. В этих целях под руководством Л. Н. Макарова на Ярославском электромашиностроительном заводе было проведено техническое перевооружение — осуществлен монтаж и ввод в производство новейших автоматических линий по обработке станин и роторов, механизирован процесс обмотки статора, внедрена штамповка железа ротора и статора на высокоскоростных прессах, реконструирован и автоматизирован литейный цех.
В 1997 году Л. Н. Макаров был удостоен премии Правительства РФ в области науки и техники за разработку и освоение новой серии электродвигателей РА. В 2005 году приказом Минпромэлектро его вклад в развитие отрасли был оценен присвоением звания «Почетный машиностроитель».
В 2006 году защитил докторскую диссертацию на тему «Разработка и освоение производства высокоэффективной конкурентоспособной серии асинхронных машин». В том же году Л. Н. Макаров перешёл в «Русэлпром» на должность Генерального конструктора концерна и генерального конструктора «НИПТИЭМ». Л. Н. Макаров совместно с коллективом «НИПТИЭМ» разработал новую серию энергоэффективных асинхронных двигателей 7A, соответствующую по энергоэффективности высшим мировым стандартам.
В настоящее время активно занимается созданием электрических машин для комплектного электропривода и электротрансмиссий для городского транспорта (трамваев, троллейбусов, гибридных автобусов, электромобилей и вагонов метро нового поколения), а также двигателей для приводов сельскохозяйственных машин, буровых станков, карьерной техники, железнодорожного транспорта и спецтехники.
Исследования, проводимые Л. Н. Макаровым, позволили значительно усовершенствовать конструкцию электрических машин, сделать их производство и эксплуатацию экономичными и эффективными.

## Награды и звания
- Лауреат премии Правительства РФ в области науки и техники.
- «Почетный машиностроитель РФ».
- Академик Академии электротехнических наук РФ.

## Труды
Л. Н. Макаров имеет более 120 печатных работ в научных журналах и научных конференциях, 2 монографии и более 30 изобретений и Патентов. Среди них:
- Инженерное проектирование электрических машин: учебник для студентов высших учебных заведений, обучающихся по направлению подготовки «Электроэнергетика и электротехника» / О. Д. Гольдберг, Л. Н. Макаров, С. П. Хелемская. — Москва: Бастет, 2016. — 526 с. : ил., табл.; 22 см.
- Макаров Л. Н., Курилин С. П., Мартынов В. Ф. Математическая модель асинхронного двигателя с чередующимися пазами ротора//Изв. ВУЗов. Электромеханика. — 1991. — № 3. — С. 37-44.
- Макаров Л. Н. Двигатели новой серии для частотно-регулируемого привода кранов. //Электричество. — 2005. — № 5. — С. 62-69,
- Макаров Л. Н. Совершенствование серийных асинхронных машин в условиях массового производства. //Электричество. — 2005. -№ 7. — С. 57-59.